# Blanquefort, Gironde

Blanquefort este o comună în departamentul Gironde din sud-vestul Franței. În 2009 avea o populație de 14.623 de locuitori.

## Evoluția populației
| An        | 1975  | 1982  | 1990   | 1999   | 2006   | 2009   |
| --------- | ----- | ----- | ------ | ------ | ------ | ------ |
| Populație | 6.918 | 9.972 | 12.843 | 13.901 | 14.944 | 14.623 |